# América Futebol Clube (Paraná)
América Futebol Clube foi um clube de futebol da cidade de Curitiba, no Estado do Paraná, Brasil. Utilizava camisa vermelha, calção branco e meias vermelhas. Fundiu-se com o Internacional em 1924, para formar o Athletico Paranaense.
Em 8 de dezembro de 1916 o América Futebol Clube associa-se ao Paraná Sport Club, de Curitiba, para disputar o campeonato local, formando assim um time único numa tentativa de fortalecer a equipe. O resultado desta união vem na conquista do campeonato deste ano e na artilharia do mesmo, quando o atleta Gaeto marca 9 gols, superando os demais atletas da competição. A parceria com o Paraná S.C. é estendida para o campeonato de 1918, porém, neste ano a equipe fica na penúltima colocação. Para os dois campeonatos o time foi inscrito com o nome América-Paraná Sport Club.
Para o campeonato de 1919 a parceria se desfaz e o América volta a participar do campeonato sem nenhum vínculo com o Paraná S.C. Participou de seis edições do Campeonato Paranaense.

## Títulos
| ESTADUAIS  | ESTADUAIS             | ESTADUAIS | ESTADUAIS                             |
| Competição | Competição            | Títulos   | Temporadas                            |
| ---------- | --------------------- | --------- | ------------------------------------- |
|            | Campeonato Paranaense | 1         | 1917 (como América-Paraná Sport Club) |

### Campanhas de destaque
| América Futebol Clube | América Futebol Clube | América Futebol Clube | América Futebol Clube | América Futebol Clube |
| Torneio               | Campeão               | Vice-campeão          | Terceiro colocado     | Quarto colocado       |
| --------------------- | --------------------- | --------------------- | --------------------- | --------------------- |
| Campeonato Paranaense | 1 (1917)              | Não possui            | 1 (1915)              | 1 (1919)              |